# Graphis disserpens
Graphis disserpens är en lavart som beskrevs av Nyl. Graphis disserpens ingår i släktet Graphis och familjen Graphidaceae.   Inga underarter finns listade i Catalogue of Life.